# Roquette Amilina
Roquette Amilina ist ein litauisches Unternehmen in Panevėžys.
Es betreibt eine Nassweizenmühle und verarbeitet Weizen zu Stärke und Vitalgluten-Fraktionen. Die restlichen Nebenprodukte werden im Nassverfahren verarbeitet, konzentriert, mit Weizenkleie gemischt, getrocknet und zu Tierfutter-Pellets pelletisiert. 2013 erzielte das Unternehmen einen Umsatz von 365,9 Mio. LTL. Seit 2011 ist es Mitglied von Roquette-Gruppe.

## Geschichte
Die Unternehmensgeschichte begann 1841, als B. Rubinstein die erste moderne Dampfmühle in der Stadt errichtete. Das Unternehmen erlitt die Kriege, Besetzungen und Verstaatlichung. 1994 wurde der Betrieb nach der Privatisierung zu Akcinė bendrovė "Malsena". Eine im Jahr 1993 gebaute 250 TPD-Mühle (TPD = tons per day, Tonnen pro Tag) erlaubte dem Unternehmen, eine noch unerreichte Fertigungsqualität in Litauen zu erreichen. AB "Malsena"  wurde zum Mehl-Branchenführer im Baltikum.
2004 begann das Unternehmen, eine Tochtergesellschaft UAB "Baltic Amber Pasta" seine Aktivitäten mit der kontinuierlichen Produktion von neuer Pasta mit der modernen Technologie der Schweizer Firma Bühler AG. Das neue Unternehmen wurde sofort ein regionaler Marktführer in der Pasta-Herstellung und blieb das bis heute (Stand 2014).